# Anatolij Hawryłow
Anatolij Mychajłowycz Hawryłow (ukr. Анатолій Михайлович Гаврилов, ros. Анатолий Михайлович Гаври́лов; ur. 3 sierpnia 1932, zm. 16 maja 2021) – radziecki i ukraiński operator animacji. Laureat Państwowej Nagrody USRR im. Tarasa Szewczenki (1988). Zasłużony Działacz Sztuk Ukrainy (2010).

## Życiorys
Ukończył studia na wydziale operatorskim Kijowskiego Państwowego Instytutu Sztuki Teatralnej im. I. Karpenko-Karego w 1972 roku. W latach 1950–63 pracował jako pomocnik i asystent operatora kijowskiego studia filmów edukacyjnych. Od 1964 roku operator "Kijewnauczfilm".

## Wybrana filmografia
- 1966: Niepokoje kogucika
- 1970: Jak Kozacy grali w piłkę nożną
- 1972: Ząb
- 1973: Łowienie wzbronione
- 1974: Powiastka o białej krze
- 1975: Czego się czepiasz?
- 1982: Deszczyk
- 1985: Słoneczko i śnieżni ludkowie